# Spilinga
Spilinga ist eine süditalienische Gemeinde (comune) mit 1372 Einwohnern (Stand 31. Dezember 2023) in der Provinz Vibo Valentia in Kalabrien. Die Gemeinde liegt etwa 16,5 Kilometer südwestlich von Vibo Valentia. Bis zum Tyrrhenischen Meer sind es drei Kilometer in westlicher Richtung.

## Trivia
Besondere Bekanntheit hat die ’Nduja bekommen, eine Salami aus Schweinefleisch mit Chili.